# Bostanai
Bostanai (auch: Bustanai, voller Name: Bostanai ben Chaninai; * um 618; † 670) war der erste Exilarch nach der arabischen Eroberung Babyloniens und Begründer der babylonischen Exilarchen-Dynastie. Der "Exilarch" war jeweils das Haupt der exilierten Juden, aramäisch: Resch Galuta, Titel des weltlichen Führers der babylonischen Judenheit vom 2. bis zum Beginn des 15. Jahrhunderts unter Persern und Kalifen. Der Exilarch stammte aus dem Haus David, verfügte über eine autonome Amtsführung, Hofhaltung, Gerichtsbarkeit usw.
Er ist der einzige Exilarch, von dem man ein wenig mehr weiß als den bloßen Namen. Er war Gegenstand mehrerer Sagen und Legenden. Nach einer Traumerzählung bleibt der Knabe Bostanai  als einziger aus dem verfolgten Geschlecht Davids am Leben. Nach einer weiteren Legende bestätigte Kalif Omar nach der arabischen Eroberung Babyloniens Bustanai als Exilarch, gab ihm die Tochter eines persischen Königs zur Frau und heiratete selbst deren Schwester. Nach dem Sefer ha-Kabbalah von Abraham ibn Daud handelte es sich hierbei nicht um Kalif Omar, sondern um Kalif Ali.